# 케냐 중앙은행
케냐 중앙은행(스와힐리어: Banki Kuu ya Kenya, 영어: Central Bank of Kenya, 약칭: CBK)은 케냐의 중앙은행이다. 본사는 나이로비에 있다. CBK는 1966년 동아프리카 통화 위원회(EACB)가 해체된 후 설립되었다. 패트릭 은조로게 박사는 현재 CBK의 주지사이고 쉴라 음비제웨는 부지사이다.

## 조직 구조

### 관리
은행 경영진은 총재와 부지사, 부서장으로 구성된다. 총재는 은행의 최고 경영자의 역할을 맡으며, 따라서 은행의 전반적인 경영에 책임이 있다. 주지사는 또한 은행의 공식 대변인이다.

### 총재
현재 은행의 총재는 패트릭 은조로게이다.

## 같이 보기
- 케냐의 경제
- 케냐 실링